# Drosophila confertidentata
Drosophila confertidentata är en tvåvingeart som beskrevs av Zhang, Li och Feng 2006. Drosophila confertidentata ingår i släktet Drosophila och familjen daggflugor.
Artens utbredningsområde är provinsen Yunnan i Kina.